# Pan Cogito (tom poetycki)
Pan Cogito – piąty tom poetycki Zbigniewa Herberta wydany w 1974 w Warszawie przez Spółdzielnię Wydawniczą „Czytelnik” w nakładzie w 10 tys. egzemplarzy. Drugie wydanie krajowe przygotowało w 1993 Wydawnictwo Dolnośląskie. Tom powstawał w latach 1962–1973 i jest uznawany za przełomowy w twórczości poety.  Maszynopis autor złożył  w Czytelniku w styczniu 1973 roku, ale jeszcze kilka miesięcy trwały trudne rozmowy z cenzurą. Tom składa się z 40 utworów. Postać Pana Cogito w pierwszej lub trzeciej osobie i z pozycji dystansu, snuje ironicze, sarkastyczne lub nostalgiczne i czułe refleksje nad światem, kondycją człowieka we współczesnym świecie. Najsłynniejszy wiersz z tomu – Przesłanie Pana Cogito – był wielokrotnie interpretowany przez aktywistów społeczno-politycznych, a także artystów (Teatr ES HQ, Antonina Krzysztoń, Tadeusz Woźniak, Przemysław Gintrowski), inne wiersze z tomu także były wykorzystane jako teksty piosenek przez takich muzyków jak: Wojciech Waglewski, Adam Nowak czy Sebastian Karpiel-Bułecka.

## Spis utworów
- Pan Cogito obserwuje w lustrze swoją twarz
- O dwu nogach Pana Cogito
- Rozmyślania o ojcu
- Matka
- Siostra
- Pan Cogito a perła
- Poczucie tożsamości
- Pan Cogito myśli o powrocie do rodzinnego miasta
- Pan Cogito rozmyśla o cierpieniu
- Przepaść Pana Cogito
- Pan Cogito a myśl czysta
- Pan Cogito czyta gazetę
- Pan Cogito a ruch myśli
- Domy przedmieścia
- Alienacje Pana Cogito
- Pan Cogito obserwuje zmarłego przyjaciela
- Codzienność duszy
- Późnojesienny wiersz Pana Cogito przeznaczony dla kobiecych pism
- Żeby wywieść przedmioty
- Pan Cogito rozważa różnicę między głosem ludzkim a głosem przyrody
- Sekwoja
- Ci którzy przegrali
- Pan Cogito biada nad małością snów
- Pan Cogito a poeta w pewnym wieku
- Pan Cogito a pop
- Pan Cogito o magii
- Pan Cogito spotyka w Luwrze posążek Wielkiej Matki
- Historia Minotaura
- Stary Prometeusz
- Kaligula
- Hakeldama
- Pan Cogito opowiada o kuszeniu Spinozy
- Georg Heym – przygoda prawie metafizyczna
- Pan Cogito otrzymuje czasem dziwne listy
- Rozmyślania Pana Cogito o odkupieniu
- Pan Cogito szuka rady
- Gra Pana Cogito
- Co myśli Pan Cogito o piekle
- Pan Cogito o postawie wyprostowanej
- Przesłanie Pana Cogito